# Chiddingly
Chiddingly – wieś w Anglii, w hrabstwie East Sussex, w dystrykcie Wealden. W 2007 miejscowość liczyła 1006 mieszkańców.